# 최롬
최롬은 대한민국의 텔레비전 드라마 작가이다. 

## 드라마
- 2023년 JTBC 주말 특별기획 드라마 《킹더랜드》 ... 집필